# Österreichische Klassenlotterie
Die Österreichische Klassenlotterie ist ein staatlich garantiertes Glücksspiel mit den höchsten Gewinnchancen aller Glücksspiele in Österreich. Von 250.000 Losen werden 248.196 Gewinne ausgespielt.

## Geschichte

### Jänner 1913 bis Dezember 1989

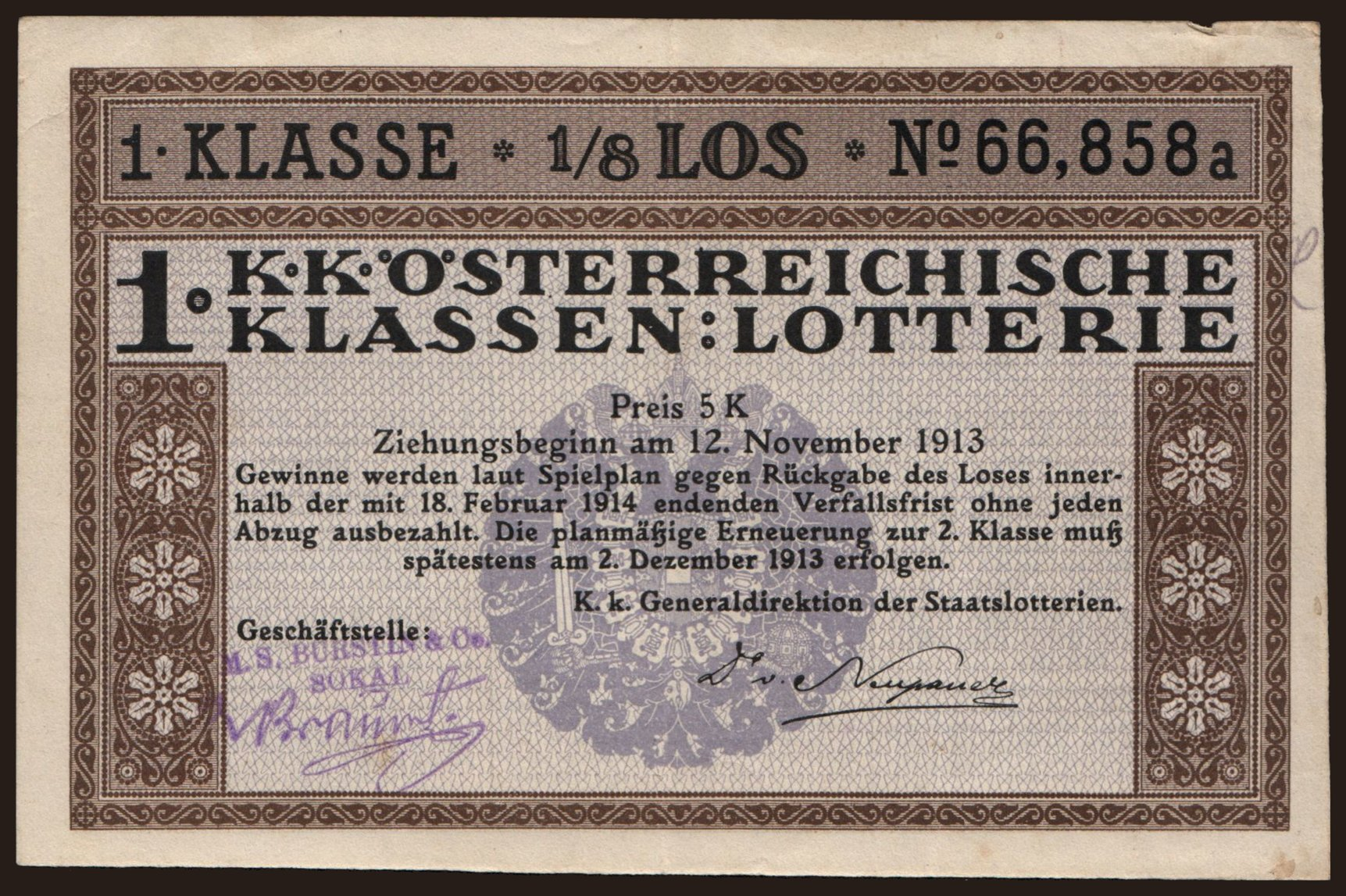
Ein 1/8 Los der ersten Klasse der ersten k.k. Österreichischen Klassen-Lotterie aus dem Jahre 1913

Die (Österreichische) Klassenlotterie wurde mit „Gesetz vom 3. Jänner 1913, betreffend die Aufhebung des Zahlenlottos und die Einführung der Klassenlotterie“ in beiden Reichshälften der Österreichisch-Ungarischen Monarchie eingeführt. Mit zugehöriger Verordnung vom 29. Mai 1913 „[a]uf Grund der Allerhöchsten Entschließung vom 12. Mai 1913“ wurde zur Durchführung die k. k. Lotto-Gefälls-Direktion betraut, deren Behördenbezeichnung gleichzeitig in k. k. Generaldirektion der Staatslotterie abgeändert wurde. Die Gesamtgewinnsumme war 22,268 Millionen Kronen, dementsprechend groß war die Nachfrage. Nach dem Ersten Weltkrieg wurde die Klassenlotterie bereits als Österreichische Klassenlotterie geführt (die Lotteriescheine wurden auf nicht verwendeten Donaustaat-Banknoten gedruckt). Nach dem Anschluss Österreichs an das nationalsozialistische Deutsche Reich wurde die Klassenlotterie ab 12. Mai 1939 zur Deutschen Reichslotterie. Nach dem Zweiten Weltkrieg nach der Wiedererlangung der österreichischen Eigenständigkeit wurde die Lotterie wieder die Österreichische Klassenlotterie, bei der mit Anfang 1946 in der 41. Klassenlotterie Lose in 3 Klassen ausgespielt wurden. Mit der 42. Klassenlotterie wurde auf 5 Klassen erhöht.
1960 wurde die Durchführung der Klassenlotterie bis Ende 1989 an die Österreichische Glücksspielmonopolverwaltung übertragen.

### 1986: Konzessionär Österreichische Lotterien
Mit einer Novelle des Glücksspielgesetzes von 1962 wurden mit 1. September 1986 die Spiele Lotto, Sporttoto und Zusatzspiel in Österreich eingeführt. Gleichzeitig damit wurde  für die Durchführung dieser staatlichen Glücksspiele die Möglichkeit geschaffen eine Konzession an eine Kapitalgesellschaft, unter Aufsicht der Österreichischen Glücksspielmonopolverwaltung, zu vergeben. Zu diesem Zweck wurde nach Erhalt der Konzession am 2. Juli 1986 die Österreichische Lotto Toto Gesellschaft m.b.H. gegründet. Mit 3. Oktober 1991 wurde das Unternehmen in Österreichische Lotterien Gesellschaft m.b.H. umfirmiert.
Die Klassenlotterie blieb vorerst weiterhin in der Österreichischen Glücksspielmonopolverwaltung verankert und der Vertrieb in den Geschäftsstellen der Klassenlotterie.

### Seit Jänner 1990
Mit dem im Jänner 1990 in Kraft getretenen neuen Glücksspielgesetz wurde die rechtliche Grundlage geschaffen, nun auch die Durchführung der Klassenlotterie sowie der Spiele Brieflos und Zahlenlotto aus der staatlichen Monopolverwaltung auszugliedern und an einen Konzessionär zu vergeben. Seit Beginn der 130. Lotterie am 1. Mai 1990 wird die Klassenlotterie von den Österreichischen Lotterien durchgeführt.
Der Vertrieb der Klassenlose erfolgt in 10 Geschäftsstellen der Klassenlotterie, die über ein Vertriebsnetz von insgesamt mehr als 490 Verkaufsstellen verfügen. Der Druck im Fall von „körperlichen Losen“ erfolgt in der Österreichischen Staatsdruckerei (§ 16 Abs. 11 GSpG). Seit 2014 haben sich alle Geschäftsstellen zum Verband der Geschäftsstellen der Österreichischen Klassenlotterie zusammengeschlossen. Der Verband dient dabei als gemeinsame Marketing- und Verkaufsplattform.
1999 betrug die Gesamtgewinnsumme mehr als eine Milliarde Schilling, der Haupttreffer wurde mit 50 Millionen Schilling ausgespielt.

## Aufbau
Die Österreichische Klassenlotterie wird in sechs Spielabschnitten, den so genannten Klassen, in einem Halbjahr (Mai und November) gespielt. Es wird also zweimal im Jahr eine Klassenlotterie gespielt.
Den Einsatz bestimmt der Teilnehmer, weil man neben ganzen Klassenlosen auch Halbe und Zehntellose kaufen kann. Die meisten und höchsten Gewinne werden in der 6. Klasse gezogen. Eine Lotterie dauert ein halbes Jahr, das sind 6 Klassen. Jede Klasse dauert genau 4 Wochen. Pro Klasse finden 4 Ziehungen statt. Ein Los entspricht 24 Ziehungen. Die Ziehungen finden jeden Montag bei der Österreichischen Lotteriengesellschaft statt. Alle Lose spielen durchgehend von der 1. bis zur 6. Klasse mit und können mehrfach gewinnen (mit Ausnahme der niedrigsten fünf/vier/zwei/ein Trefferkategorien an bestimmten definierten Terminen).
Im Gegensatz zu anderen Glücksspielarten gibt es bei der Klassenlotterie einen Gewinnplan in dem im Vorhinein Anzahl und Höhe der Gewinne festgelegt werden. Die Gesamtgewinnsumme von 126 Millionen Euro wird vom Spielveranstalter, den Österreichischen Lotterien, garantiert und unter staatlicher Kontrolle durchgeführt.

## Superklasse und Goldklasse
Mit einem einmaligen Spieleinsatz von 120 Euro für ein ganzes Los nimmt man ein halbes Jahr lang an der Superklasse teil, bei der täglich 100.000 Euro und am Schlussziehungstag 7 × 100.000 Euro ausgespielt werden.
Die Goldklasse wurde 2012 eingeführt und spielt in der 4. und 6. Klasse jeweils 10 × 100.000 Euro sowie weitere Gewinne in Gold aus.

## Kosten
Spielt man die gesamte Lotterie durch, so ist der Einsatz für 6 Klassen zu entrichten.
| Losanteile            | Einsatz für 1 Klasse | Einsatz für 6 Klassen |
| --------------------- | -------------------- | --------------------- |
| 1/10 Los              | 15 Euro              | 90 Euro               |
| 1/2 Los (=5/10 Lose)  | 75 Euro              | 450 Euro              |
| 1/1 Los (=10/10 Lose) | 150 Euro             | 900 Euro              |

## Gewinnchancen
In einer Lotterie werden 29 Millionentreffer ausgespielt. Die Chance, durch die Klassenlotterie Millionär zu werden, liegt damit bei 1 : 8.621 mit einer Losnummer und mit einer Kombination von 10 Losnummern bereits bei 1 : 862, wenn alle sechs Klassen gespielt werden.
- 71,75 % Gewinnchance mit 1 Losnummer
- 97,74 % Gewinnchance mit 3 Losnummern
- 99,95 % Gewinnchance mit 6 Losnummern
- 99,99 % Gewinnchance mit 10 Losnummern

Gewinnchance anhand des Gewinnplans der 179. Klassenlotterie (ohne Goldklasse):
| Gewinnrang                   | Anzahl  | Gewinnchance (gerundet) | Gewinnchance in % |
| ---------------------------- | ------- | ----------------------- | ----------------- |
| € 5.000.000                  | 1       | 1 : 250.000             | 0,0004 %          |
| € 1.000.000                  | 28      | 1 : 8.929               | 0,0112 %          |
| € 100.000 (ohne Superklasse) | 23      | 1 : 10.870              | 0,0092 %          |
| € 100.000 (mit Superklasse)  | 189     | 1 : 1.323               | 0,0756 %          |
| € 50.000                     | 29      | 1 : 8.621               | 0,0116 %          |
| € 30.000                     | 17      | 1 : 14.706              | 0,0068 %          |
| € 10.000                     | 104     | 1 : 2.404               | 0,0416 %          |
| € 3.000                      | 250     | 1 : 1.000               | 0,1000 %          |
| € 1.500                      | 1.000   | 1 : 250                 | 0,4000 %          |
| € 1.000                      | 6.250   | 1 : 40                  | 2,5000 %          |
| € 900                        | 27.000  | 1 : 9                   | 10,8000 %         |
| € 600                        | 2.500   | 1 : 100                 | 1,0000 %          |
| € 400                        | 5.000   | 1 : 50                  | 2,0000 %          |
| € 300                        | 105.000 | 1 : 2                   | 42,0000 %         |
| € 200                        | 101.000 | 1 : 2                   | 40,4000 %         |

## Gesetzliche Grundlagen

### Seit Jänner 1990
Gesetzliche Grundlage ist das Glücksspielgesetz (GSpG) von 1989, in Kraft getreten mit 1. Jänner 1990. Die Klassenlotterie ist im § 10 definiert:

„§ 10. Die Klassenlotterie ist eine Ausspielung, bei der die Spielanteile Gewinnchancen in mehreren aufeinanderfolgenden Abschnitten haben. Die Treffer werden durch öffentliche Ziehungen ermittelt.“

Die Bedingungen der „Übertragung bestimmter Lotterien“ an einen Konzessionär ist in den §§ 14 bis 19 GSpG geregelt. Zwar blieb nach § 16 der Vertrieb der Klassenlose weiterhin bei den Geschäftsstellen der Klassenlotterie (Abs. 12 und 13), die Spielbedingungen der ihm übertragenen Spiele legt aber der Konzessionär und nicht mehr die staatliche Glücksspielmonopolverwaltung fest (Abs. 4) zu den Auflagen der Spielbedingungen der Klassenlotterie).

### 1945 bis Dezember 1989
Mit dem GSpG von 1989 wurde das Bundesgesetz vom 27. Juni 1962 zur Regelung des Glücksspielwesens (Glücksspielgesetz) in der zuletzt geltenden Fassung von Dezember 1989 abgelöst. In dessen Artikel II, Abschnitt B, war die Klassenlotterie verankert, in denen neben der Definition (§ 12) auch noch „[der] Spielplan und [die] Spielbedingungen“ (§§ 13 bis 15) geregelt waren:

„§ 12. Die Klassenlotterie ist eine Geldlotterie, bei der die Spielanteile in Form von ganzen und Teillosen klassenweise vertrieben werden und die Treffer durch öffentliche Ziehungen in mehreren aufeinanderfolgenden Abschnitten (Klassen) ermittelt werden.“

„Geschäftsstellen der Klassenlotterie.

§ 14. Der Vertrieb der Spielanteile (Lose) kann natürlichen Personen, Personengesellschaften des Handelsrechtes und juristischen Personen mit dem Wohnsitz (Sitz) im Inland überlassen werden, die diese Tätigkeit unter der Bezeichnung „Geschäftsstelle der Klassenlotterie“ auszuüben haben.“

Im Artikel II, Abschnitt C waren „[g]emeinsame Bestimmungen für Zahlenlotto und Klassenlotterie“ enthalten. Darin waren insbesondere die Rechte und Pflichten zwischen den Lottokollekturen und den Geschäftsstellen der Klassenlotterien auf der einen, sowie dem Bund, vertreten durch die Österreichische Glücksspielmonopolverwaltung, auf der anderen Vertragsseite geregelt. Die Regelungen darüber waren binnen sechs Monate ab Inkrafttreten des Glücksspielgesetzes vom 27. Juni 1962 zu treffen.

### Jänner 1913 bis 1945
Das Bundesgesetz vom 27. Juni 1962 zur Regelung des Glücksspielwesens (Glücksspielgesetz) löste mit dessen § 55 die früheren Gesetze ab. Auf die Klassenlotterie bezogen waren dies in den Ziffern:
- „2. das Gesetz vom 3. Jänner 1913, RGBl. Nr. 94, betreffend die Aufhebung des Zahlenlottos und die Einführung der Klassenlotterie;“[12]
- „4. das Glücksspielgesetz, StGBl. Nr. 117/1945; soweit einzelne Bestimmungen der genannten Gesetze und Verordnungen nicht schon früher aufgehoben wurden.“[13]